# Fuerzas Armadas Reales de Camboya
Las Fuerzas Armadas Reales de Camboya (en jemer: កងយោធពលខេមរភូមិន្ទ) son las fuerzas armadas del Reino de Camboya.

## Armada Real de Camboya

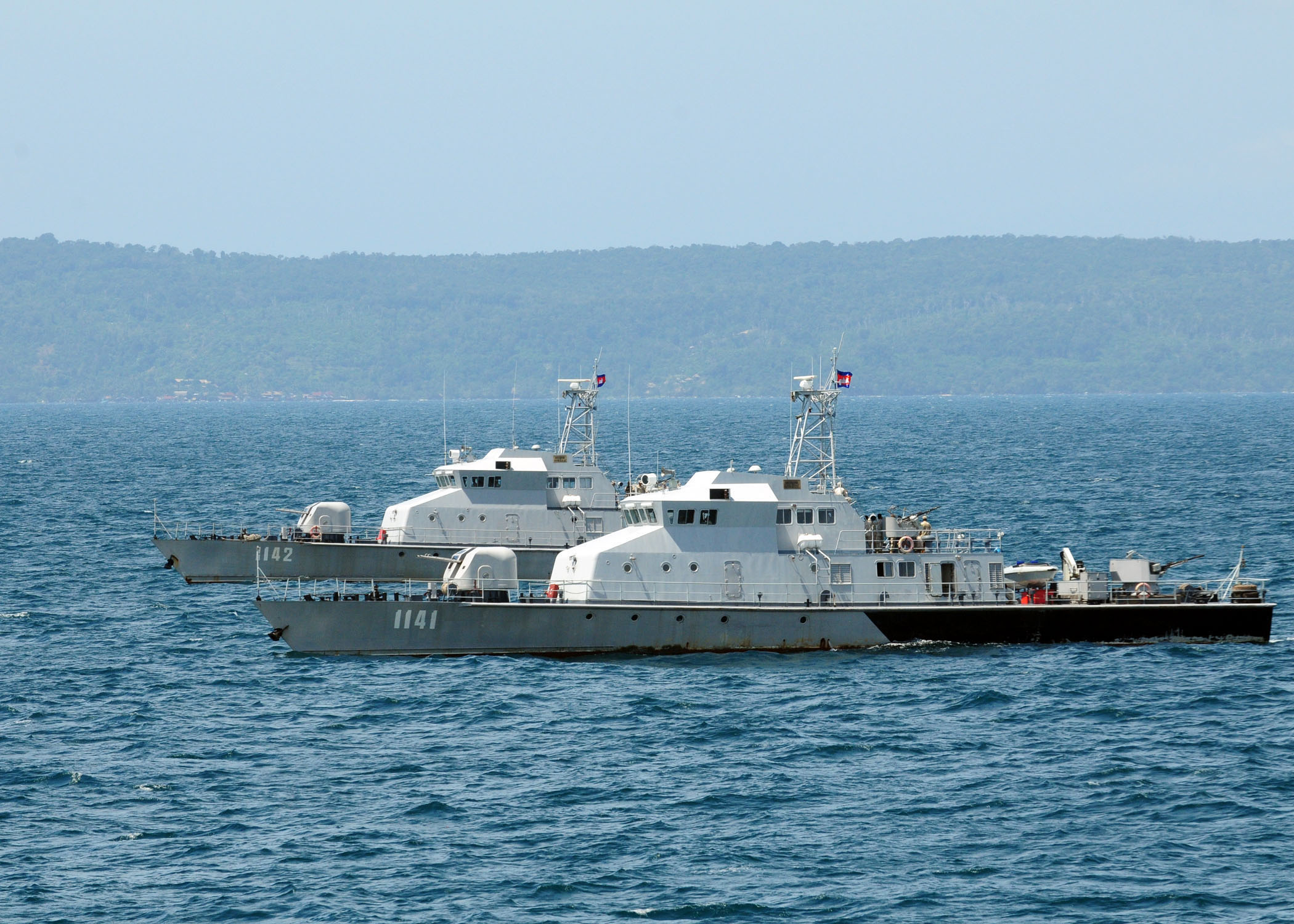
Dos buques patrulleros de la Armada Real de Camboya.

### Introducción
La Armada Real de Camboya (en jemer: កងទ័ពជើងទឹក) es la rama del servicio de guerra naval de las Fuerzas Armadas Reales de Camboya y uno de los tres servicios uniformados del Reino de Camboya. Tiene unos 2800 efectivos y opera varios buques en servicio activo. Está comandada por el Almirante Tea Vinh y navega bajo la jurisdicción del ministerio de defensa nacional.

### Historia
La Armada Real Jemer (en jemer: កងយោធពលខេមរភូមិន្ទ) fue originalmente una extensión del Ejército Real Jemer (en jemer: កងយោធពលខេមរភូមិន្ទ) pero se convirtió oficialmente en un servicio independiente en 1954. Inicialmente, su función se limitaba a las patrullas costeras y fluviales, así como al apoyo terrestre para operaciones de seguridad interna. En 1967, contaba con unos 1400 oficiales y soldados, incluyendo 200 hombres de la fuerza de infantería naval.

### Seguridad marítima
El Comité Nacional de Seguridad Marítima (CNSM) (en jemer: គណៈកម្មាធិការជាតិសុវត្ថិភាពដែនសមុទ្រ) fue establecido en diciembre de 2010, por iniciativa del Primer Ministro Hun Sen, y cuenta con el apoyo de varias agencias de seguridad internacionales. Parte de su función se centra en la lucha contra la piratería fluvial y marítima, el crimen internacional, el contrabando, la protección de las instalaciones petroleras, la lucha contra el terrorismo, la trata de personas, el narcotráfico, la preservación de los recursos naturales y la realización de misiones de búsqueda y rescate de emergencia. El CNSM está supervisado por el Almirante Tea Vinh y tiene bases en Sihanoukville, Ream y Phnom Penh, opera con la Armada Real de Camboya. El CNSM es el responsable de la seguridad de los buques de guerra aliados anclados en los puertos de Camboya.

### Efectivos
- Soldados, incluyendo infantes de marina: 2800.

### Embarcaciones
| Clase              | Imagen             | Origen             | Tipo               | Fabricante                                                       | Unidades           |
| Buques patrulleros | Buques patrulleros | Buques patrulleros | Buques patrulleros | Buques patrulleros                                               | Buques patrulleros |
| ------------------ | ------------------ | ------------------ | ------------------ | ---------------------------------------------------------------- | ------------------ |
| Clase Zhuk         |                    | Ucrania            | Buque patrullero   | Astillero naval de Feodosia                                      | 2                  |
| Clase Stenka       |                    | Rusia              | Buque patrullero   | Almaz-Antey                                                      | 4                  |
| Corbetas           |                    |                    |                    |                                                                  |                    |
| Corbeta Tipo 056   |                    | China              | Corbeta            | Hudong–Zhonghua ShipbuildingChina State Shipbuilding Corporation | 2                  |

## Ejército Real de Camboya

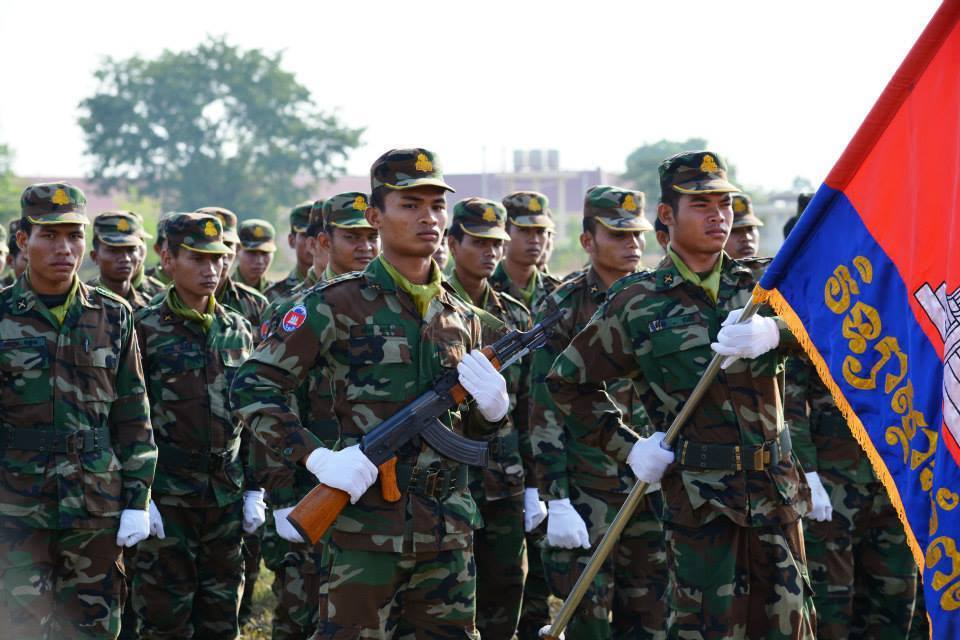
Soldados del Ejército Real de Camboya.

### Historia

#### Inicios
El Ejército Real Jemer (ERJ) (en jemer: កងយោធពលខេមរភូមិន្ទ) fue la mayor y más antigua rama de las Reales Fuerzas Armadas Camboyanas, en términos de personal y equipamiento militar. El Ejército Real Jemer fue oficialmente creado el 20 de noviembre de 1946, después de la firma de un acuerdo militar franco-camboyano que definió la organización provisional tanto del ERJ como de las tropas combinadas franco-camboyanas. Los términos del acuerdo estipulaban que las nuevas fuerzas armadas estarían formadas por unidades territoriales nativas estacionadas en Camboya para ayudar a mantener el orden, y debían tener una fuerza de reserva (en jemer: កម្លាំងបម្រុង) de 8000 soldados jemeres, que serían repartidos en dos grupos de 4000 hombres entre el ERJ y las unidades de la infantería combinada del Cuerpo Expedicionario Francés en Extremo Oriente (CEFEO) puestas a disposición del alto comisionado francés para Indochina. La formación e instrucción de las unidades del ERJ fue confiada a la misión militar francesa de instrucción militar dirigida por oficiales y suboficiales de las Fuerzas Armadas francesas, quienes ejercieron como instructores y asesores militares.
Posteriormente, la misión militar francesa formó en Nom Pen a la primera unidad militar regular camboyana, el 1.er Batallón de Fusileros Jemeres (en jemer: កងវរសេនាតូចកាំភ្លើងធំខ្មែរទី១) Este batallón fue formado a partir de los elementos transferidos de la Guardia Nacional Jemer (en jemer: អង្គរក្សជាតិខ្មែរ) y del Regimiento de Fusileros Camboyanos (en jemer: កងវរសេនាធំកាំភ្លើងខ្លីកម្ពុជា។) que tenían tres batallones de fusileros del ejército colonial de la Unión Francesa. En diciembre de aquel año se formó en la ciudad de Kratié un segundo batallón de fusileros, el 2º Batallón de Fusileros Jemeres (en jemer: កងវរសេនាតូចកាំភ្លើងធំខ្មែរទី២) creado a partir de tropas irregulares camboyanas. Ambos batallones fueron incorporados a la fuerza de reserva en enero de 1947. 
Estos batallones eran liderados por un cuadro de oficiales y suboficiales franceses, y estaban pensados para ser empleados en operaciones de seguridad nacional para reforzar a las tropas regulares del CEFEO. 
Las operaciones a pequeña escala de contrainsurgencia continuaron durante los tres años siguientes, contra el movimiento rebelde nacionalista Khmer Issarak, en los cuales los batallones jemeres gradualmente asumieron la responsabilidad de defender las provincias de Battambang y Kompung Thom, que eran parte del territorio devuelto por el Reino de Tailandia a Camboya, a inicios de 1947.

#### Guerra de Indochina
Los batallones jemeres entraron en combate por primera vez en 1947 contra las guerrillas del Viet Minh en la jungla del noreste de Camboya. En este período tuvo lugar una rápida expansión de las unidades del ERJ y para enero de 1947, su fuerza efectiva era de unos 4000 hombres, de los cuales 3000 servían en la Guardia Nacional Jemer. En julio de 1949 se firmó un segundo acuerdo franco-camboyano de asistencia  militar que le ofrecía una mayor autonomía operativa a las fuerzas militares camboyanas en las provincias de Siem Reap y Kampong Thom, bajo un protocolo adicional firmado en junio de 1950, a los gobernadores provinciales camboyanos se les asignaba la responsabilidad de pacificar las provincias bajo su jurisdicción; para cumplir con esta misión, les fue asignada una fuerza contrainsurgente compuesta por una compañía independiente de infantería jemer. A finales de aquel año, se firmó un acuerdo de asistencia militar entre Estados Unidos y Francia que ayudó a la expansión de las fuerzas militares jemeres en Indochina, alcanzando el ERJ en 1952 una fuerza de 13 000 hombres, una cantidad que superaba numéricamente a las fuerzas francesas del CEFEO estacionadas en Camboya. Fueron formados nuevos batallones de fusileros jemeres, se fundaron unidades especializadas en tareas de apoyo, combate y logística militar.
En agosto de 1948 se formó un tercer Batallón de Fusileros Jemeres (en jemer: កងវរសេនាតូចកាំភ្លើងធំខ្មែរទី៣) en la Provincia de Takéo. 
En enero de 1951 fueron fundados dos batallones de fusileros jemeres, el quinto y el sexto, en el centro de entrenamiento de infantería (en jemer: មជ្ឈមណ្ឌលបណ្តុះបណ្តាលថ្មើរជើង) dirigido por los franceses en la Provincia de Pursat. 
Fueron formados dos escuadrones de automóviles blindados, el primer escuadrón de reconocimiento blindado (en jemer: កងអនុសេនាធំស៊ើបការណ៍ពាសដែកទីមួយ) en agosto de 1950, y el segundo escuadrón de reconocimiento blindado (en jemer: កងអនុសេនាធំស៊ើបការណ៍ពាសដែកទី២) en julio de 1951 en Nom Pen. 
En diciembre de 1952 fue oficialmente creado el primer batallón de paracaidistas jemeres (en jemer: កងវរសេនាតូចទ័ពឆ័ត្រយោងខ្មែរទី១). En abril de 1953 se formaron dos batallones de infantería adicionales, el séptimo batallón en Siem Reap y el octavo batallón en Ta Khmao, en la Provincia de Kandal, incrementando la fuerza total a unos 6000 hombres, con la mitad de ellos sirviendo en la Guardia Nacional Jemer y la otra mitad sirviendo en la fuerza de reserva. 
La fuerza de reserva estaba formada por tres batallones de fusileros, uno de ellos era asignado a las fuerzas de la Unión Francesa desplegadas en Indochina. Se dio a las unidades militares camboyanas una mayor responsabilidad, incluyendo la protección de las plantaciones de caucho en la región del curso medio del Río Mekong, y la vigilancia del área de la costa de las provincias del sur de Camboya y de las áreas fronterizas orientales con Vietnam del Sur, para evitar los intentos de infiltración de la guerrilla del Viet Minh.
Aunque los oficiales y suboficiales jemeres entrenados por los franceses lentamente empezaron a tener un papel de mando con el paso del tiempo, el ERJ todavía estaba bajo el firme control del alto mando francés a través de su misión de entrenamiento militar, que fue rebautizada en 1951 como: "Misión militar francesa para el Gobierno de Camboya".
El Alto Mando del ERJ estaba completamente lleno de oficiales franceses de rango alto y medio, que se encargaban de la mayor parte del apoyo de mando y control, el trabajo de inteligencia militar y el entrenamiento, además de supervisar el suministro de armamento y equipamiento a las unidades militares jemeres. Sin embargo, para mediados de 1953, a instancias de su joven Rey Norodom Sihanouk, el personal militar jemer no solamente empezó a participar en protestas nacionalistas antifrancesas que invocaban la total independencia de Camboya, sino que los soldados jemeres empezaron a desertar de las unidades bajo mando francés por centenares. Después de una gira mundial para publicitar su campaña por la independencia, el Rey Norodom Sihanouk se retiró a una "zona libre e independiente" instalada en la Provincia de Battambang, donde fue prontamente fue seguido por 30 000 soldados del ERJ y policías en una muestra de apoyo y fuerza. En octubre de aquel año, el alto mando francés finalmente acordó transferir la responsabilidad de la seguridad nacional camboyana al ERJ y para tal efecto, se firmó otro acuerdo franco-camboyano. Según los términos de este acuerdo, las unidades jemeres bajo mando francés serían transferidas al control de las autoridades nacionales camboyanas y se debía crear una zona operativa en la ribera oriental del río Mekong que sería asignada a las fuerzas de la Unión Francesa. Esta última zona, se encontraría bajo el control conjunto del grupo operativo del río Mekong (en jemer: ក្រុមប្រតិបត្តិការទន្លេមេគង្គ) y unidades del ERJ, que ofrecerían seguridad a lo largo de la carretera nacional 13 en el interior de Camboya. Los únicos elementos que continuaron subordinados al Comandante en jefe militar francés en Camboya fueron la misión militar francesa y el grupo operativo del río Mekong.

#### Independencia del Reino de Camboya
El 9 de noviembre de 1953, el Reino de Camboya oficialmente proclamó su independencia de Francia. Mientras tanto, la expansión de las recientemente creadas FANC continuó con la adición de dos batallones de infantería ligera en aquel mes, el 9º BFJ creado en Svay Rieng y el 10º BFJ creado en Prey Veng. El Reino de Camboya fue completamente independiente el 20 de noviembre y el Rey Sihanouk oficialmente tomó el mando de los 17 000 hombres de las FANC, aunque Francia mantuvo el derecho a estacionar unidades del CEFEO en el noreste de Camboya para proteger sus comunicaciones con Tonkín.
El ERJ y la Guardia Nacional Jemer fueron fusionados en una nueva fuerza de defensa nacional que tenía unos 17 000 hombres, las Fuerzas Armadas Nacionales Camboyanas (FANC) (en jemer: កងកម្លាំងប្រដាប់អាវុធជាតិកម្ពុជា។). En esta etapa las FANC solamente estaban formadas por fuerzas terrestres, aunque los franceses habían planeado crear en un futuro cercano un componente naval y aéreo.

#### Jemerización
A inicios de 1954, empezó a implementarse la "jemerización" de las unidades de las FANC que todavía etaban bajo el mando de oficiales y suboficiales franceses, con la mayoría de estos cuadros asumiendo los papeles de asesores técnicos o instructores, mientras que otros conservaron sus puestos en los diversos cuarteles generales de las unidades y servicios de ramas técnicas. Sin embargo, debido a la falta de un plan de desarrollo claro de las FANC, y para compensar la escasez de oficiales entrenados, sus cuerpos de oficiales fueron expandidos reemplazando a los cuadros franceses que se retiraban con oficiales jemeres de la reserva escasamente entrenados, los cuales simplemente fueron incorporados como oficiales en servicio activo dentro de los cuerpos de oficiales y suboficiales. Ciertos oficiales de reserva jemeres fueron puestos a cargo de los comandos territoriales, mientras que las filas superiores de comando fueron completadas con burócratas jemeres de alto rango que apresuradametne fueron comisionados como oficiales militares, con su rango militar basado en su rango civil. En este sistema, un gobernador provincial o presidente de tribunal podía ser un Teniente Coronel o Coronel sin jamás haber recibido entrenamiento militar alguno.
Las FANC continuaron expandiéndose en los meses siguientes a fin de acomodar nuevas unidades terrestres y ramas de servicio. Los franceses pusieron las bases de un batallón blindado camboyano (en jemer: កងវរសេនាតូចពាសដែកកម្ពុជា។) equipado con automóviles blindados, semiorugas y vehículos de reconocimiento blindado estadounidenses, fundándose de forma oficial el 1 de marzo un servicio naval, la Armada Real Jemer (ARJ) (en jemer: កងទ័ពជើងទឹកខ្មែរ). En abril de 1954, las FANC estaban formadas por una rama terrestre y por una rama naval, la rama terrestre conservaba la designación original de Ejército Real Jemer (ERJ).

#### Los años de neutralidad (1964-1970)
En respuesta al golpe de estado contra el presidente Ngô Đình Diệm en Vietnam del Sur, el Rey Sihanouk canceló el 20 de noviembre de 1963 toda la ayuda militar estadounidense y el 15 de enero de 1964 se suspendió el programa de ayuda del US MAAG en Camboya, cuando el país asiático adoptó una política de neutralidad.
El ERJ continuó recibiendo asistencia militar de Francia, pero al mismo tiempo recibía ayuda militar de la Unión Soviética, el Reino Unido, el Reino de Bélgica y Alemania Occidental para obtener armas, equipamiento e instrucción militar.

#### Organización anterior a 1970
Para enero de 1970, el ERJ tenía unos 35 000 oficiales y soldados, organizados según el modelo del Fuerzas Armadas francesas, en 53 regimientos (en realidad, batallones) y 15 compañías regionales independientes; poco más de la mitad eran designados como batallones de infantería (en jemer: កងវរសេនាតូចថ្មើរជើង) los batallones restantes eran desginados como batallones de infantería ligera (en jemer: កងវរសេនាតូចថ្មើរជើងពន្លឺ) y batallones de comandos fronterizos (en jemer: កងវរសេនាតូចបញ្ជាការព្រំដែន). Las tropas de élite y algunas unidades de apoyo, inclusive la Guardia Real Jemer (en jemer: អង្គរក្សខ្មែរ), la guarnición de Nom Pen, las Fuerzas aerotransportadas (en jemer: កងកម្លាំងអាកាស), Comunicación militar (en jemer: ទំនាក់ទំនងយោធា), Ingeniería militar (en jemer: វិស្វកម្មយោធា), Artillería (en jemer: កាំភ្លើងធំ), Defensa antiaérea (en jemer: ការការពារប្រឆាំងយន្តហោះ) y Transporte (en jemer: ដឹកជញ្ជូន) estaban organizadas en seis formaciones mayores llamadas medias brigadas (en jemer: កងពលតូចពាក់កណ្តាល). Otras ramas técnicas de servicio tales como los servicios de Sanidad militar (en jemer: សេវាសុខភាពយោធា), Logística militar (en jemer: ភស្តុភារយោធា), Municiones (en jemer: គ្រាប់រំសេវ), Combustibles (en jemer: ឥន្ធនៈ), Servicio de Intendencia (en jemer: កងអនុសេនាធំ), Policía militar (en jemer: ប៉ូលីសយោធា), Justicia militar (en jemer: យុត្តិធម៌យោធា), Servicios sociales (en jemer: សេវាសង្គម), Defensa del patrimonio cultural (en jemer: ការការពារបេតិកភណ្ឌវប្បធម៌), Servicio Geográfico (en jemer: ភូមិសាស្ត្រ) y Servicio de Medicina veterinaria (en jemer: ពេទ្យសត្វ) estaban bajo la responsabilidad de los directorados de servicio, subordinados todos ellos al ministerio de Defensa nacional (en jemer: ក្រសួងការពារជាតិ).
La mayoría de las unidades del ERJ estaban concentradas en el noreste, en la Provincia de Ratanak Kirí y en el área de Nom Pen; el segundo era el cuartel general de las seis medias brigadas principales y los servicios de apoyo, mientras que las formaciones de infantería estaban desplegadas a lo largo del país. El pequeño cuerpo blindado también estaba organizado en una media brigada acorazada (en jemer: កងពលតូចពាសដែក) formada por dos batallones de tanques ligeros, uno estaba estacionado en Nom Pen y el otro en la Provincia de Kompung Cham y un regimiento de reconocimiento blindado (en jemer: កងវរសេនាធំស៊ើបការណ៍ពាសដែក) en Sre Khlong. Aunque existía una considerable reserva de oficiales y suboficiales entrenados, había una persistente falta de unidades de reserva. Algunas unidades fueron incorporadas a las fuerzas de la reserva general, que apenas consistían en las tropas de la guarnición de Nom Pen, una media brigada formada por dos batallones de infantería ligera y las unidades de apoyo de combate (medias brigadas de señales, ingenieros, blindados y artillería).

#### República Jemer
El Mariscal de campo Lon Nol dio un golpe de estado en 1970 y proclamó la República Jemer. Las tropas survietnamitas y estadounidenses apoyaron a las unidades gubernamentales (Fuerzas Armadas Nacionales Jemeres) (FANJ) en el país en su lucha contra los Jemeres Rojos, el Vietcong y Vietnam del Norte.

#### Kampuchéa Democrática
En 1975, los Jemeres Rojos finalmente capturaron Nom Pen, tras lo cual proclamaron la Kampuchéa Democrática.

#### Guerra camboyano-vietnamita
A finales de 1978, las tropas vietnamitas lanzaron una ofensiva para poner fin al régimen de terror de los Jemeres Rojos. Las fuerzas vietnamitas capturaron Nom Pen el 7 de enero de 1979. Los Jemeres Rojos se retiraron al noroeste de Camboya e iniciaron una guerra de guerrillas.

#### República Popular de Kampuchéa
Fue proclamada la República Popular de Kampuchéa bajo el "Frente Unido para la Salvación Nacional de Camboya", liderado por Heng Samrin.

#### Acuerdo de paz
En 1991, los principales grupos rebeldes camboyanos y el gobierno de Nom Pen, firmaron el acuerdo de paz de París, que estipulaba un alto el fuego y convocaba unas elecciones libres en 1993.

#### Restauración de la monarquía
Tras la celebración de las elecciones democráticas de 1993, entró en vigor una nueva constitución que establecía una monarquía constitucional con un sistema democrático multipartidista y una economía de mercado. Las fuerzas armadas camboyanas pasaron a llamarse Fuerzas Armadas Reales de Camboya. En 1997, las tensiones entre el Príncipe Norodom Ranariddh y el Primer ministro Hun Sen, culminaron en hostilidades abiertas. El Ejército jemer se dividió, con tropas apoyando a los dos bandos, finalmente, el Primer ministro Hun Sen salió victorioso. En 2006, las Reales Fuerzas Armadas de Camboya contaban con equipamiento de origen ruso y chino. Camboya ha modernizado sus fuerzas armadas, principalmente en cooperación con la República Popular China.

### Equipamiento

#### Armas antitanque
| Nombre                          | Imagen                   | Origen                   | Tipo                          | Fabricante                          | Calibre                  |
| Lanzagranadas antitanque        | Lanzagranadas antitanque | Lanzagranadas antitanque | Lanzagranadas antitanque      | Lanzagranadas antitanque            | Lanzagranadas antitanque |
| ------------------------------- | ------------------------ | ------------------------ | ----------------------------- | ----------------------------------- | ------------------------ |
| RPG-2                           |                          | Rusia                    | Lanzagranadas antitanque      | Fábrica de ametralladoras de Kovrov | 40 mm                    |
| Granadas propulsadas por cohete |                          |                          |                               |                                     |                          |
| RPG-7                           |                          | Rusia                    | Granada propulsada por cohete | Bazalt                              | 40 mm                    |
| Tipo 69                         |                          | China                    | Granada propulsada por cohete | Norinco                             | 40 mm                    |
| PF-89                           |                          | China                    | Granada propulsada por cohete | Norinco                             | 80 mm                    |

#### Armas de fuego
| Nombre                                | Imagen                   | Origen                   | Tipo                                       | Fabricante                                        | Munición                 |
| Pistolas semiautomáticas              | Pistolas semiautomáticas | Pistolas semiautomáticas | Pistolas semiautomáticas                   | Pistolas semiautomáticas                          | Pistolas semiautomáticas |
| ------------------------------------- | ------------------------ | ------------------------ | ------------------------------------------ | ------------------------------------------------- | ------------------------ |
| Tokarev TT-33                         |                          | Rusia                    | Pistola semiautomática                     | Planta de armas de Tula                           | 7,62 × 25 mm Tokarev     |
| Makarov PM                            |                          | Rusia                    | Pistola semiautomática                     | Corporación KalashnikovPlanta mecánica de Izhevsk | 9 × 18 mm Makarov        |
| CZ P-10 C                             |                          | República Checa          | Pistola semiautomática                     | Česká Zbrojovka Uherský Brod                      | 9 × 19 mm Parabellum     |
| Pindad G2                             |                          | Indonesia                | Pistola semiautomática                     | PT Pindad                                         | 9 × 19 mm Parabellum     |
| Subfusiles                            |                          |                          |                                            |                                                   |                          |
| Tipo 85                               |                          | China                    | Subfusil                                   | Norinco                                           | 7,62 × 25 mm Tokarev     |
| Uzi                                   |                          | Israel                   | Subfusil                                   | IMI SystemsIsrael Weapon Industries               | 9 × 19 mm Parabellum     |
| Heckler & Koch MP5                    |                          | Alemania                 | Subfusil                                   | Heckler & Koch                                    | 9 × 19 mm Parabellum     |
| Daewoo Telecom K7                     |                          | Corea del Sur            | Subfusil                                   | Agencia para el Desarrollo de la DefensaDaewoo    | 9 × 19 mm Parabellum     |
| Carabina / Fusil semiautomático       |                          |                          |                                            |                                                   |                          |
| SKS                                   |                          | Rusia                    | CarabinaFusil semiautomático               | Corporación KalashnikovPlanta de armas de Tula    | 7,62 × 39 mm             |
| Fusiles de asalto                     |                          |                          |                                            |                                                   |                          |
| QBZ-95                                |                          | China                    | Fusil de asaltoBullpupFusil automático     | Norinco                                           | 5,8 × 42 mm              |
| Tipo 81                               |                          | China                    | Fusil de asalto                            | Norinco                                           | 7,62 × 39 mm             |
| Tipo 56                               |                          | China                    | Fusil de asalto                            | Norinco                                           | 7,62 × 39 mm             |
| Norinco CQ                            |                          | China                    | Fusil de asalto                            | Norinco                                           | 5,56 × 45 mm OTAN        |
| Daewoo K1                             |                          | Corea del Sur            | Fusil de asalto                            | Agencia para el Desarrollo de la DefensaDaewoo    | 5,56 × 45 mm OTAN        |
| Daewoo K2                             |                          | Corea del Sur            | Fusil de asalto                            | Agencia para el Desarrollo de la DefensaDaewoo    | 5,56 × 45 mm OTAN        |
| AKM                                   |                          | Rusia                    | Fusil de asalto                            | Corporación KalashnikovPlanta de armas de Tula    | 7,62 × 39 mm             |
| AK-47                                 |                          | Unión Soviética          | Fusil de asalto                            | Corporación KalashnikovPlanta de armas de Tula    | 7,62 × 39 mm             |
| Pindad SS2                            |                          | Indonesia                | Fusil de asalto                            | PT Pindad                                         | 5,56 × 45 mm OTAN        |
| Pindad SS1                            |                          | Indonesia                | Fusil de asalto                            | PT Pindad                                         | 5,56 × 45 mm OTAN        |
| Fusil M16                             |                          | Estados Unidos           | Fusil de asalto                            | Colt's Manufacturing Company                      | 5,56 × 45 mm OTAN        |
| Fusil antimaterial                    |                          |                          |                                            |                                                   |                          |
| QBU-10                                |                          | China                    | Fusil antimaterial                         | Norinco                                           | 12,7 × 108 mm            |
| Fusil de tirador designado            |                          |                          |                                            |                                                   |                          |
| QBU-88                                |                          | China                    | Fusil de tirador designado                 | Norinco                                           | 5,8 × 42 mm              |
| Fusiles de francotirador              |                          |                          |                                            |                                                   |                          |
| Fusil de francotirador Dragunov       |                          | Rusia                    | Fusil semiautomáticoFusil de francotirador | Corporación Kalashnikov                           | 7,62 × 54 mm R           |
| Accuracy International Arctic Warfare |                          | Reino Unido              | Fusil de cerrojoFusil de francotirador     | Accuracy International                            | 7,62 × 51 mm OTAN        |
| Ametralladoras                        |                          |                          |                                            |                                                   |                          |
| Ametralladora ligera RPD              |                          | Rusia                    | Ametralladora ligera                       | Planta Degtiariov                                 | 7,62 × 39 mm             |
| RPK                                   |                          | Rusia                    | Ametralladora ligera                       | Fábrica de maquinaria de Vyatskiye Polyany        | 7,62 × 39 mm             |
| Zastava M84                           |                          | Serbia                   | Ametralladora de propósito general         | Zastava Arms                                      | 7,62 × 54 mm R           |
| Ametralladora PK                      |                          | Rusia                    | Ametralladora de propósito general         | Planta Degtiariov                                 | 7,62 × 54 mm R           |
| QJZ-89                                |                          | China                    | Ametralladora pesada                       | Norinco                                           | 12,7 × 108 mm            |
| DShK                                  |                          | Rusia                    | Ametralladora pesada                       | Planta de armas de Tula                           | 12,7 × 108 mm            |
| W85                                   |                          | China                    | Ametralladora pesada                       | Norinco                                           | 12,7 × 108 mm            |
| KPV                                   |                          | Rusia                    | Ametralladora pesada                       | Planta Degtiariov                                 | 14,5 × 114 mm            |
| Lanzagranadas                         |                          |                          |                                            |                                                   |                          |
| M203                                  |                          | Estados Unidos           | Lanzagranadas acoplado                     | Colt's Manufacturing Company                      | Granada de 40 x 46 mm    |
| Escopeta lanzagranadas M79            |                          | Estados Unidos           | EscopetaLanzagranadas                      | Springfield Armory                                | Granada de 40 x 46 mm    |

#### Artillería
| Nombre                    | Imagen               | Origen               | Tipo                             | Fabricante                                                       | Calibre              |
| Artillería antiaérea      | Artillería antiaérea | Artillería antiaérea | Artillería antiaérea             | Artillería antiaérea                                             | Artillería antiaérea |
| ------------------------- | -------------------- | -------------------- | -------------------------------- | ---------------------------------------------------------------- | -------------------- |
| AZP S-60                  |                      | Rusia                | Cañón automático                 | Planta de construcción de maquinaria de Nizhni Nóvgorod          | 57 mm                |
| M1939 (61-K)              |                      | Rusia                | Cañón automático                 | Planta mecánica de Podolsk                                       | 37 mm                |
| Artillería autopropulsada |                      |                      |                                  |                                                                  |                      |
| PCL-09                    |                      | China                | Cañón autopropulsado             | Norinco                                                          | 122 mm               |
| Artillería de campaña     |                      |                      |                                  |                                                                  |                      |
| M-46                      |                      | Rusia                | Cañón de campaña                 | Fábrica de Armas de Motovilija                                   | 130 mm               |
| M1942 (ZiS-3)             |                      | Rusia                | Cañón de campañaCañón antitanque | ZIL                                                              | 76.2 mm              |
| Cañones sin retroceso     |                      |                      |                                  |                                                                  |                      |
| B-10                      |                      | Rusia                | Cañón sin retroceso              | JSC Tulamashzavod                                                | 82 mm                |
| B-11                      |                      | Rusia                | Cañón sin retroceso              | Planta de armas de Tula                                          | 107 mm               |
| Lanzacohetes múltiples    |                      |                      |                                  |                                                                  |                      |
| Tipo 63                   |                      | China                | Lanzacohetes múltiple            | Fábrica estatal 847                                              | 106.7 mm             |
| BM-21                     |                      | Rusia                | Lanzacohetes múltiple            | NPO Splav                                                        | 122.4 mm             |
| PHL-81                    |                      | China                | Lanzacohetes múltiple            | Fábrica de maquinaria JinxiFábrica de maquinaria Hubei Jiangshan | 122 mm               |
| RM-70                     |                      | Eslovaquia           | Lanzacohetes múltiple            | Fábrica de armas de Dubnica nad Váhom                            | 122.4 mm             |
| BM-14                     |                      | Rusia                | Lanzacohetes múltiple            | Fábrica Sibselmash de Novosibirsk                                | 140 mm               |
| PHL-03                    |                      | China                | Lanzacohetes múltiple            | Norinco                                                          | 300 mm               |
| Morteros                  |                      |                      |                                  |                                                                  |                      |
| M-160                     |                      | Rusia                | Mortero                          | JSC Tulamashzavod                                                | 160 mm               |
| 120-PM-43                 |                      | Rusia                | Mortero                          | Uralmash                                                         | 120 mm               |
| Obuses                    |                      |                      |                                  |                                                                  |                      |
| M1938 (M-30)              |                      | Rusia                | Obús remolcado                   | Planta de construcción de maquinaria de Nizhni NóvgorodUralmash  | 121.92 mm            |
| 2A18 (D-30)               |                      | Rusia                | Obús remolcado                   | Fábrica de Artillería n.º 9 de Ekaterimburgo                     | 122 mm               |

#### Misiles
| Nombre             | Imagen             | Origen             | Tipo                                  | Sistema de guiado                             | Fabricante                                |
| Misiles antitanque | Misiles antitanque | Misiles antitanque | Misiles antitanque                    | Misiles antitanque                            | Misiles antitanque                        |
| ------------------ | ------------------ | ------------------ | ------------------------------------- | --------------------------------------------- | ----------------------------------------- |
| MILAN              |                    | Alemania Francia   | Misil antitanque                      | Misil guiado por cableSACLOS                  | MBDA                                      |
| 9K115-2 Metis-M    |                    | Rusia              | Misil antitanque                      | Misil guiado por cableSACLOS                  | Fábrica de maquinaria de Viatskie Poliany |
| MANPADS            |                    |                    |                                       |                                               |                                           |
| QW-3               |                    | China              | Sistema de defensa antiaérea portátil | Búsqueda por infrarrojos                      | CICACShenyang Aircraft Corporation        |
| HN-5               |                    | China              | Sistema de defensa antiaérea portátil | Búsqueda por infrarrojos                      | CNIEMPC                                   |
| FN-6               |                    | China              | Sistema de defensa antiaérea portátil | Búsqueda por infrarrojos                      | ATVESCCTAC                                |
| SAM                |                    |                    |                                       |                                               |                                           |
| KS-1               |                    | China              | Misil superficie-aire                 | Localización por radar semiactivoRadiocontrol | Compañía industrial espacial de Jiangnan  |

#### Vehículos militares
| Nombre                            | Imagen            | Origen                  | Tipo                                              | Fabricante                                                |
| Carros de combate                 | Carros de combate | Carros de combate       | Carros de combate                                 | Carros de combate                                         |
| --------------------------------- | ----------------- | ----------------------- | ------------------------------------------------- | --------------------------------------------------------- |
| Tipo 59                           |                   | China                   | Carro de combate principal                        | NorincoPrimera Fábrica de Maquinaria de Mongolia Interior |
| T-54/T-55                         |                   | Rusia Ucrania           | Carro de combate principal                        | UralvagonzavodS.E.O. Malyshev                             |
| Tanques ligeros                   |                   |                         |                                                   |                                                           |
| Tipo 62                           |                   | China                   | Tanque ligero                                     | Harbin First Machinery Building Group                     |
| Tipo 63                           |                   | China                   | Tanque ligeroVehículo anfibio                     | Norinco                                                   |
| Automóvil blindado militar        |                   |                         |                                                   |                                                           |
| BRDM-2                            |                   | Rusia                   | Automóvil blindado militarReconocimiento blindado | GAZPlanta de construcción de maquinaria de Arzamas        |
| Vehículo de combate de infantería |                   |                         |                                                   |                                                           |
| BMP-1                             |                   | Rusia                   | Vehículo de combate de infantería                 | Kurganmashzavod                                           |
| Transportes blindados de personal |                   |                         |                                                   |                                                           |
| OT-64 SKOT                        |                   | Polonia República Checa | Transporte blindado de personal                   | Fabryka Samochodów Ciężarowych w LublinieTatra            |
| BTR-60                            |                   | Rusia                   | Transporte blindado de personal                   | GAZ                                                       |
| BTR-152                           |                   | Rusia                   | Transporte blindado de personal                   | ZIL                                                       |
| GAZ Tigr                          |                   | Rusia                   | Transporte blindado de personal                   | GAZ                                                       |
| Vehículo de desminado             |                   |                         |                                                   |                                                           |
| Sisu RA-140 DS                    | 150ox             | Finlandia               | Vehículo de desminado                             | Sisu Auto                                                 |
| Vehículo anfibio                  |                   |                         |                                                   |                                                           |
| PTS (vehicle)                     |                   | Ucrania                 | Vehículo anfibio                                  | Luhanskteplovoz                                           |
| Tractor de artillería             |                   |                         |                                                   |                                                           |
| AT-T                              |                   | Ucrania                 | Tractor de artillería                             | S.E.O. Malyshev                                           |
| Vehículos todoterreno             |                   |                         |                                                   |                                                           |
| KM131 Jeep                        |                   | Corea del Sur           | Vehículo todoterreno                              | Kia Motors                                                |
| M151                              |                   | Estados Unidos          | Vehículo todoterreno                              | Ford Motor Company                                        |
| UAZ-469                           |                   | Rusia                   | Vehículo todoterreno                              | UAZ                                                       |
| Dongfeng EQ2050M                  |                   | China                   | Vehículo todoterreno                              | Dongfeng Motor Corporation                                |
| Furgoneta                         |                   |                         |                                                   |                                                           |
| UAZ-452                           |                   | Rusia                   | Furgoneta                                         | UAZ                                                       |
| Camión militar                    |                   |                         |                                                   |                                                           |
| REO M35                           |                   | Estados Unidos          | Camión militar                                    | REO Motor Car Company                                     |

### Efectivos
El Ejército Real de Camboya (en jemer: កងទ័ពជើងគោក) forma parte de las Reales Fuerzas Armadas de Camboya. Tiene unas fuerzas terrestres que sumaban 85 000 hombres divididos en 11 divisiones de infantería, equipadas con vehículos blindados y artillería autopropulsada. El Ejército Real está bajo la jurisdicción del Ministerio de Defensa Nacional.

## Fuerza Aérea Real de Camboya

Bandera de la Fuerza Aérea Real de Camboya.

### Aeronaves
| Nombre                  | Imagen  | Origen          | Tipo                              | Fabricante                                | Unidades |
| Aviones                 | Aviones | Aviones         | Aviones                           | Aviones                                   | Aviones  |
| ----------------------- | ------- | --------------- | --------------------------------- | ----------------------------------------- | -------- |
| Aero L-39               |         | República Checa | Avión de entrenamiento a reacción | Aero Vodochody                            | 6        |
| Harbin Y-12             |         | China           | Avión utilitarioSTOL              | Harbin Aircraft Manufacturing Corporation | 1        |
| Britten-Norman Islander |         | Reino Unido     | Avión de línea regional           | Britten-Norman                            | 1        |
| Xian MA60               |         | China           | Avión de línea regionalSTOL       | Xi'an Aircraft Industrial Corporation     | 2        |
| Helicópteros            |         |                 |                                   |                                           |          |
| Airbus Helicopters H125 |         | Francia         | Helicóptero utilitario            | AérospatialeAirbus Helicopters            | 2        |
| Harbin Z-9              |         | China           | Helicóptero utilitario            | Harbin Aircraft Manufacturing Corporation | 9        |
| Mil Mi-8                |         | Rusia           | Helicóptero de transporte militar | Fábrica de helicópteros Mil de Moscú      | 8        |

### Efectivos
La Real Fuerza Aérea de Camboya (en jemer: កងទ័ពជើងអាកាស) contaba con unos 1500 efectivos y operaba los siguientes tipos de aviones y helicópteros (en junio de 2022).

## Organización

### Cuartel General
Su cuartel general se encuentra en Prampi Makara, en Nom Pen. Las fuerzas armadas contaban con un total de 124 300 efectivos en 2021, incluyendo hasta 67 000 efectivos paramilitares. El presupuesto de defensa de 2021 fue de 643,38 millones de dólares estadounidenses, equivalente a aproximadamente el 2,3 % del PIB de Camboya.

### Estructura
Las Fuerzas Armadas Reales de Camboya se componen de las siguientes ramas: Ejército Real de Camboya, Armada Real de Camboya, Fuerza Aérea Real de Camboya y la Gendarmería Real de Camboya (en jemer: កងរាជអាវុធហត្ថ), de carácter paramilitar. El Comandante en jefe de las Fuerzas Armadas camboyanas, es el Rey Norodom Sihamoní de Camboya. El Ministro de Defensa es el General Tea Banh.

### Regiones militares
El país asiático está dividido en cinco regiones militares:
- Región I: Stung Treng.
- Región II: Kampong Cham.
- Región III: Kampong Speu.
- Región IV: Siem Reap.
- Región V: Battambang.